# Голден Телеком
Компанія Голден Телеком була заснована в 1996 році як спільне українсько-американське підприємство. ТОВ «Голден Телеком» — український провайдер інтегрованих телекомунікаційних послуг для корпоративних клієнтів, а також для операторів зв'язку.

UNI — перший український тариф на умовах передплати

Компанія надає послуги: місцевого, міжміського й міжнародного телефонного зв'язку та передачі даних, послуги доступу в Інтернет — корпоративне підключення до Інтернету по виділених каналах і комутованого доступу, що під торговельною маркою Світ Онлайн, послуги мобільного зв'язку стандарту GSM1800 під торговельними марками Голден Телекому GSM та UNI.
Як оператор міжнародного зв'язку Голден Телекому працює у всіх великих містах України, як інтернет-провайдер - у всіх регіонах України. Покриття мобільним зв'язком стандарту GSM у Києві та Одесі. Мережевий код — «39».
У 2008 році після об'єднання материнських компаній Golden Telecom Incorporated та «Вымпел-Коммуникации» почався процес відповідного об'єднання українських компаній «Голден Телеком» та «Українські радіосистеми» і переведення послуг компанії під бренд Beeline.

## Закриття
З вересня 2013 року Голден Телеком припинив надавати послуги мобільного зв'язку на території України у зв'язку з тим, що НКРЗІ відмовилася продовжувати дію ліцензії.  При цьому «Голден Телеком» продовжує функціонувати як юридична особа і зберігає відповідальність перед контрагентами та партнерами, а також продовжує надання послуг фіксованого зв'язку.
З 08.07.2015, згідно з записом у Єдиному державному реєстрі, ТОВ Голден Телеком припинило свою діяльність.